# U-100 (1940)
U-100 – niemiecki okręt podwodny typu VII B z okresu II wojny światowej. Okręt wszedł do służby w 1940.

## Historia
Zamówienie na kolejny okręt podwodny typu VII B zostało złożone w stoczni Germaniawerft w Kilonii 15 grudnia 1937. Rozpoczęcie budowy okrętu miało miejsce 22 maja 1939. Wodowanie nastąpiło 10 kwietnia 1940, wejście do służby 30 maja 1940. Jedynym dowódcą był Kapitänleutnant Joachim Schepke.
Po wejściu do służby wszedł w skład 7. Flotylli okrętów podwodnych, w ramach której stacjonował w Kilonii i Saint-Nazaire. Przez pierwsze miesiące służby wykorzystywany do treningu nowej załogi. Okręt zatonął podczas swojego szóstego patrolu bojowego 17 marca 1941. 
Ciężko uszkodzony przez brytyjskie niszczyciele HMS „Walker” i HMS „Vanoc” za pomocą bomb głębinowych, zmuszony do wynurzenia został staranowany przez „Vanoca” i zatonął. Zginęło 38 członków załogi, sześciu zdołało się uratować. Do czasu zatonięcia podczas swych sześciu patroli bojowych U-100 zdołał zatopić 26 jednostek nieprzyjaciela o łącznej wyporności 137 819 BRT.